# Paraderris hainanensis
Paraderris hainanensis là một loài thực vật có hoa trong họ Đậu. Loài này được (Hayata) Adema mô tả khoa học đầu tiên năm 2003.